# أنطونيا بيرنيث
انطونيا بيرنيث (بالإنجليزية: Antonia Bernath)‏ هي ممثلة بريطانية، ولدت في 1981 في المملكة المتحدة.

## أعمال

### أفلام
- (2009) هدف 3

## وصلات خارجية
- أنطونيا بيرنيث على موقع IMDb (الإنجليزية)
- أنطونيا بيرنيث على موقع ألو سيني (الفرنسية)
- أنطونيا بيرنيث على موقع أول موفي (الإنجليزية)
- أنطونيا بيرنيث على موقع قاعدة بيانات الفيلم (الإنجليزية)
- أنطونيا بيرنيث على موقع كينوبويسك (الروسية)